# Бротей (лапіт)
Бротей (дав.-гр. Βροτέας) — персонаж давньогрецької міфології, лапіт.
Під час весілля Пейрітоя і Гіпподамії виникла бійка між лапітами і запрошеними кентаврами, які, понапивавшись, схотіли викрасти наречену та інших жінок. Під час бійки кентавр Гріней вбив Бротея. 